# تيري بيرجسون
تيريزا «تيري» بيرجسون (بالإنجليزية: Terry Bergeson) هي السيدة الفائزة لثلاث فترات بمنصب مراقب التعليم العام في ولاية واشنطن.

## السيرة الذاتية
تخرجت الدكتورة بيرجسون من كلية إيمانويل في عام 1964 وحصلت على درجة البكالوريوس في اللغة الإنجليزية. وفي عام 1969، حصلت على درجة الماجستير في الإرشاد والتوجيه من جامعة ميشيغان الغربية. وحصلت على درجة الدكتوراه من جامعة واشنطن.
عملت بيرجسون كمستشارة في مدرسة لينكولن الثانوية في تاكوما، واشنطن, وكمعلمة ومستشارة للتوجيه في ماساشوستس وألاسكا. خلال هذه الفترة، خدمت بيرجسون كرئيس لرابطة تجمع المرأة والتربية الوطنية وتم تنفيذ مشروع التدريب على القيادة النسائية الوطنية. في عام 1981 انتخبت بيرجسون لتكون نائب رئيس رابطة التعليم بواشنطن، وفي عام 1985 انتخبت رئيسًا للرابطة.
في عام 1989، تم تعيينها مديرة تنفيذية في مدرسة منطقة كيتساب المركزية حيث شغلت منصبًا إشرافيًا على 9 من 21 مدرسة في المنطقة. ومنذ عام 1993 حتى عام 1996، كانت بيرجسون المديرة التنفيذية للجنة ولاية واشنطن لتعلم الطلاب وبقدرتها أدت إلى وضع المعايير على مستوى الولاية للطلاب، فضلا عن تقييم واشنطن لتعلم الطلبة.
في عام 1996 أطلقت بيرجسون محاولتها الناجحة الأولى للمكتب غير الحزبي لولاية واشنطن لمراقب التعليم العام. وتم إعادة انتخابها في عام 2000 و 2004. في إطار عملها كمراقبة عامة، قادت بيرجسون تطوير آخر للمعايير على مستوى الولاية والاختبارات المعيارية، خاصة بعد أن تم حل لجنة تعلم الطلاب في عام 1999.
وفي عام 2008 هزمت بيرجسون في سباقها لولاية رابعة كمراقب للتعليم العام من منافسها راندي دورن.

## وصلات خارجية
- Bergeson, T. (n.d.) By the Numbers: Rising Student Achievement in Washington State New Horizons for Learning website.